# División de Honor Amateur
La División de Honor Amateur, conocida también como DIVHA, fue un torneo de fútbol organizado por la Federación de Football de Chile. Creada en 1949, correspondía a la primera categoría amateur chilena, es decir, la máxima división fuera del ámbito del Campeonato Nacional Profesional. 
Fue la plataforma previa para el ingreso al profesionalismo de varios equipos, ya que en 1952, con la creación de la División de Ascenso Profesional de la Asociación Central de Football, varios de los clubes miembros de la DIVHA fueron fundadores de esta segunda categoría profesional, que tuvo como antecedentes también a la Serie B y a la División de Ascenso.

## Historia

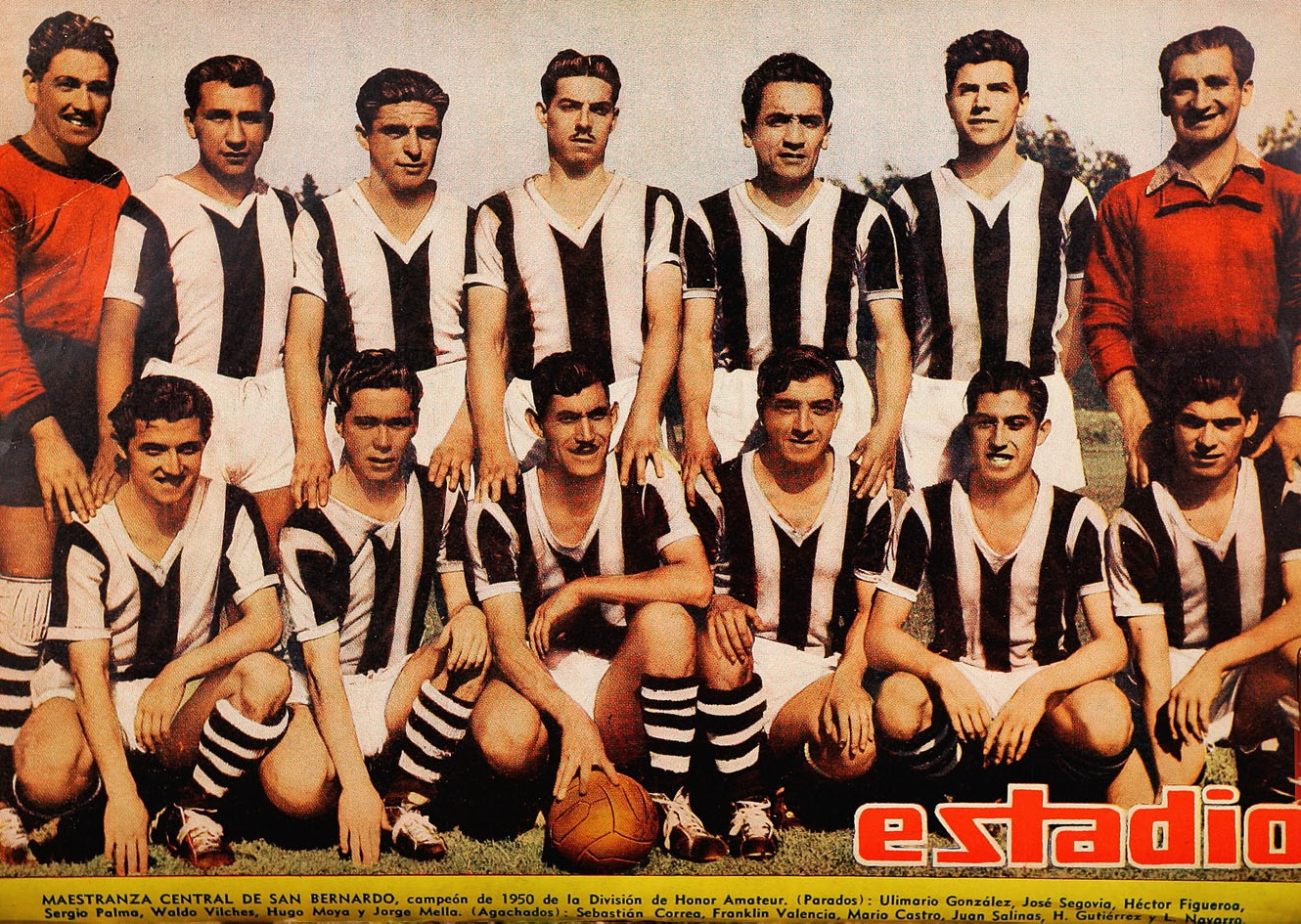
Maestranza Central, campeón de 1950.

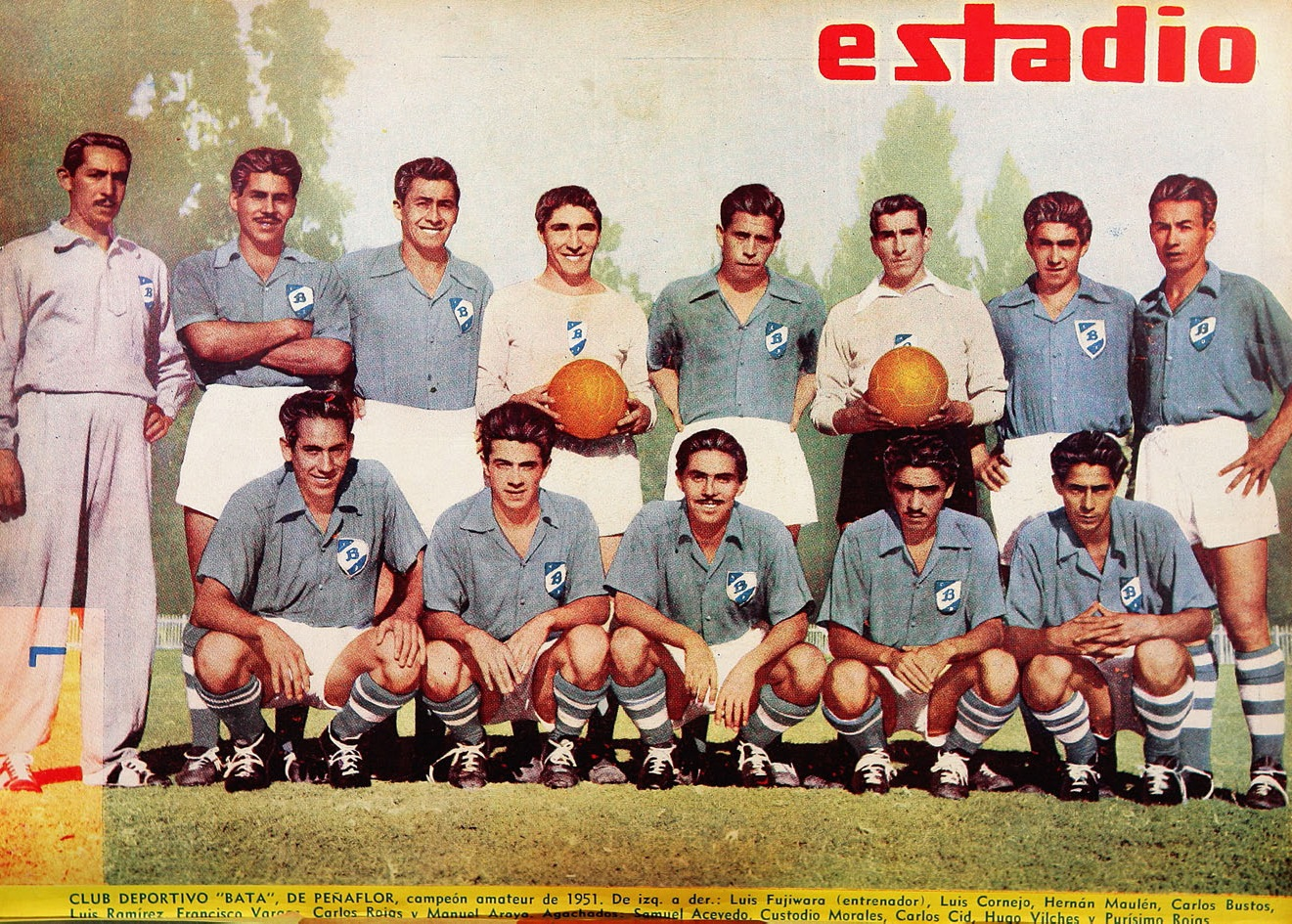
Thomas Bata, campeón de 1951.

La Federación de Football de Chile decidió fundar el 14 de junio de 1949 la División de Honor Amateur, establecida como la máxima categoría del fútbol amateur en el país, pero sin la posibilidad de un sistema de ascenso directo con el Campeonato Nacional Profesional.
Durante su historia la División de Honor Amateur acogió a clubes de la zona central del país, entre las antiguas provincias de Valparaíso y Maule.
Ferroviarios fue campeón de su primera edición, y con esto decidió postular al campeonato profesional de la Asociación Central. Para ser aceptado en esta división debió fusionarse con el último clasificado del torneo de 1949, Badminton, y así formar al Ferrobádminton. Este fue el único caso en que un campeón de la DIVHA decidió postular a Primera División.
El 28 de diciembre de 1951 la Asociación Central de Football creó la División de Ascenso Profesional, para así instaurar un definitivo sistema de ascensos y descensos en el fútbol chileno, ya que el campeón de esta nueva categoría tendría el derecho a subir a la División de Honor Profesional, y el último volvería al amateurismo, siendo reemplazado por otro club elegido por la asociación. Siete de los ochos clubes elegidos para inaugurar esta nueva categoría en 1952 venían de la División de Honor Amateur.
La DIVHA continuó con sus campeonatos incluso después de la creación de la División de Ascenso Profesional, y su último campeón fue Minas Melón de El Melón, en la edición de 1953, cuando estaba a cargo de la Asociación de Football de Santiago.

## Historial
| Temporada | Campeón            | Subcampeón         |
| --------- | ------------------ | ------------------ |
| 1949      | Ferroviarios       | Maestranza Central |
| 1950      | Maestranza Central | Rangers            |
| 1951      | Thomas Bata        | Maestranza Central |
| 1952      | Walter Müller      | Minas Melón        |
| 1953      | Minas Melón        | Viña del Mar       |

### Palmarés
| Equipo             | Títulos | Subcampeonatos | Años campeonatos |  |
| ------------------ | ------- | -------------- | ---------------- |  |
| Maestranza Central | 1       | 2              | 1950             |  |
| Minas Melón        | 1       | 1              | 1953             |  |
| Ferroviarios       | 1       |                | 1949             |  |
| Thomas Bata        | 1       |                | 1951             |  |
| Walter Müller      | 1       |                | 1952             |  |
| Rangers            |         | 1              |                  |  |
| Viña del Mar       |         | 1              |                  |  |